# العين الأشد زرقة
تعد رواية العين الأشد زرقة المنشورة عام 1970 أول رواية للمؤلفة توني موريسون. وموريسون هي روائية أفروأمريكية وحاصلة على جائزتي بوليتزر ونوبل ويثنى على أعمالها الأدبية بسبب تناولها للتبعات العنصرية القاسية في الولايات المتحدة الأمريكية.
وتدور أحداث الرواية في مدينة (لورين أوهاويو) وهي موطن توني موريسون وتحكي قصة شابة أفروأمريكية تدعى بيكولا تنشأ خلال الفترة التي تلت النكسة الاقتصادية المسماة الكساد الكبير أو الانهيار الكبير. وفي الرواية التي تدور أحداثها عام 1941، تروي القصة أنه يجري نعت هذه الفتاة وبشكل ممنهج «بالقبيحة» نظرًا لسلوكياتها وبشرتها السوداء. ونتيجة لذلك، تصاب بعقدة الدونية التي تؤجج رغبتها للعيون الزرقاء التي تربطها بذوي البشرة البيضاء.
تتنوع وجهات النظر في الرواية التي ترويها كلوديا ماكتيرفي مراحل مختلفة من حياتها تقضيها في رعاية أبوين بشكل مؤقت. بالإضافة إلى هذا النوع من السرد ثمة سرد قصصي باستخدام ضمير الغائب شمولي المعرفة يتضمن قصصًا مدرجة باستخدام ضمير المتكلم. وقد أدت مواضيع الرواية المثيرة للجدل حول العنصرية وسفاح القربى والتحرش الجنسي بالأطفال إلى محاولات كثيرة لحظر الرواية من المدارس والمكتبات.

## ملخص أحداث الرواية
تعيش كلوديا ماكتير ذات التسعة أعوام وأختها فريدة ذات العشرة أعوام في لورين، أوهايو مع مع والديهما ومستأجر يدعى السيد هنري وبيكولا بريدلوف الطفلة التي تقوم العائلة برعايتها مؤقتًا بعد أن قام والدها السكير والمسيء جنسيا ذو الشخصية غير السوية بإحراق منزلها. بيكولا فتاة هادئة وغير حازمة كبرت ولديها قليل من النقود. كان والداها في شجارٍ مستمر بالألفاظ والأيدي. وقد كانت بيكولا تنعت بشكل مستمر بالقبح من أبناء مجتمعها وفي المدرسة والحي. وفي محاولة لتجميل نفسها، تتمنى بيكولا الحصول على عينين زرقاوين. وإضافة إلى ذلك فإن معظم عناوين فصول الرواية فهي مقتطفات من فقرة «ديك وجين» من مقدمة الرواية والتي تقدم عائلةً بيضاء مناقضة في حياتها حياة بيكولا. وتحتوي عناوين الفصول تكرارات مفاجئة لكلمات ٍ أو عباراتٍ وكلمات متقطعة دون وجود فواصل بين الكلمات.
وتستكشف الرواية من خلال أسلوب العودة بالأحداث للوراء الأعوام السابقة عندما كان أبوا بيكولا وهما تشولي وبولين شابين ومعاناتهما بصفتهما من الأمريكيين ذووي الأصول الأفريقية في مجتمع كبير من البروستاتيين الأنجلوساكسونين البيض. تعمل بولين الآن كخادمة لعائلة بيضاء ثرية وفي يوم من أيام زمن الرواية، وبينما تقوم بيكولا بغسل الأواني، يقوم تشولي السكران باغتصابها. حوافزه مربكة جدا وهي على ما يبدو مزيج من الحب والكراهية. وبعد اغتصابها للمرة الثانية يفر تاركا إياها حبلى. كلوديا وفريدة هما الوحيدتان في المجتمع اللتان تريدان لطفل بيكولا البقاء على قيد الحياة في الأشهر القادمة. وبناء على ذلك، فقد تخلا عن المبلغ المالي الذي كانتا تحتفظان به لشراء دراجة هوائية وزرعتا بدلا من ذلك بذور القطيفة معتقدات بخرافة تقول إذا أزهرت هذه البذور فإن طفل بيكولا سيعيش. لم تزهر البذور قط ومات طفل بيكولا الذي قد ولد قبل أوانه. وبعد الكارثة، يعرض الحوار بين طرفين من خيال بيكولا المخدوع الذي تعيش فيه إلى مشاعرها المتضاربة بسبب اغتصاب والدها لها. وخلال هذه المحادثة الداخلية، تتحدث بيكولا على الرغم من ذلك أن امنيتها بالحصول على عينين زرقاوين قد تحققت وتعتقد بأن تغير تعامل الأشخاص حولها مهما جاء بسبب عينيها الجديدتين فضلا عن أنباء اغتصابها أو سلوكايتها الغريبة جداً. تصف كلوديا، كراوية للمرة الأخيرة، الظواهر الاخيرة من جنون بيكولا وتشير إلى أن تشولي (الذي كان قد توفي حينها) لم يكن ليستطيع أن يظهر حبه لبيكولا إلا عن طريق اغتصابه لها. تأسف كلوديا على اعتقادها أن المجتمع بأكمله وهي أيضا قد استخدمت ككبش فداء لجعل أنفسهم يشعرون بأنهم أفضل وأكثر سعادة.

## الشخصيات
- بيكولا بريدلوف: إن إصابتها بالجنون في آخر الرواية هي الطريق الوحيد للهروب من العالم الذي لا يمكنها أن تكون فيه جميلة ولتحصل على العينين الزرقاوين التي أرادتهما منذ بداية الرواية.
- كلوديا ماكتير: هي أيضا شابه ءات بشرة سوداء اللون وتروي معظم أحداث الرواية وهي ابنة أبوي بيكولا بالتبني وشقيقة فريدة. لم تكن أخت بيكولا بالتبني فحسب وإنما صديقتها أيضا. وقد كانت شخصية ذات تسعة أعوام ناضجة وشغوفة ومستقلة. وعلى الرغم من سذاجتها النسبية فقد كانت واحدة إن لم تكن الوحيدة من الشخصيات التي تعاطفت مع بيكولا. وفي الفصل الأول من الرواية، تقوم بتدمير الدمى البيضاء لديها بسبب كرهها لذوي البشرة البيضاء. وعلى النقيض من ذلك، تعمل بيكولا باتساق على رغبتها في الحصول على معايير الجمال لذوي البشرة البيضاء. ترعرت كلوديا في منزل مستقر وبقيت دائما مطمئنة بقيمة ذاتها ومحاطة بشبكة عائلية قوية.
- فريدة ماكتير: هي أخت كلوديا ذات العشرة أعوام. وهي مستنيرة ومطلعة على العالم أكثر من أختها الصغيرة وبيكولا؛ شجاعة وغير متزعزعة. وقد شوهدت في الرواية كمدافعة عن كلا من كلوديا وبيكولا. ويمكن تصنيف كلوديا في أوقات كشخصية ذات تصميم واستقلالية وعناد.
- تشولي بريدلوف: هو والد بيكولا. وهو شخص مسيء وسكير. وقد عكست تصرفاته العنيفة والعدوانية تربيته المزعجة. إضافة إلى كونه مرفوضا من قبل والده ومهملا من قبل والدته منذ ان كان بعمر 4 أيام. وقد أفسدت أول مواجهة جنسية له عندما جرت مقاطعتها من قبل رجلين بيض أجبراه على الإكمال بينما يراقبانه ويسخران منه. إن مواقف صادمة كتلك أثرت على تشولي ليصبح زوجا عنيفا وأبا قاهرا لزوجته ومغتصبا لابنته بين كل فترة وفترة. فإن إيماءات الجنون تلك قد اختلطت بالمشاعر كسبيل لإظهار حبه.
- بولين«بولي» بريدلوف: وهي والدة بيكولا وزوجة تشولي التي تعيش حياتها معتدة بنفسها ضحية لزوجها السكير ومربية لطفليها غريبي الأطوار بأفضل ما يمكنها فعله. نبذت السيدة بريدلوف نفسها قليلا بأقدامها الذابلة وثقافتها الجنوبية. وتعيش حياتها كشخصية وحيدة ومعزولة وتهرب إلى عالم من الأحلام والآمال والخيال من خلال الأفلام التي تعرضها. وبعد حدث صادم بسن كريهة فإنها مع ذلك اخلت عن الأحلام وهربت إلى حياتها كمدبرة لمنزلة عائلة بيضاء ثرية وهم من اطلقو عليها اسمها المحبب «بولي.».
- سام بريدلوف: هو أخو بيكولا الأكبر سنا «سامي» كما أطلق عليه في معظم المواطن في الرواية وهو الابن الوحيد لتشولي والسيدة بريدلوف ودوره في الرواية قليل ومثل أخته بيكولا فقد تأثر سان بالتنافر الاسري في منزلهم وتعامل مع غضبه بالهروب.
- الخالة جيمي: هي خالة تشولي الرائعة التي اعتنت به ليترعرع بعد تخلي والديه عنه وهي صديقة للآنسة أليس ومريضة لفترة وجيزة وتميل إلى امرأة الطب التي كان يطلق عليها السكان المحليون «م.دير». تتوفى الخالة جيمي فجأة بينما تشولي لا يزال يانعا خلال تناولها لوجبة من الخوج الإسكافي التي صنعتعا صديقة إيسي فوستر.
- سامسون فيلر: والد تشولي بريدلوف الذي تخلى عن تشولي حتى قبل أن يولد وبعد وفاة الخالة جيمي، يذهب تشولي للبحث عن سامسون في ماكون في جورجيا المكان الذي تم اكتشافه فيه محبط ومضطرب.
- الصيادون: الزوجان الثريان اللذان قاما بتوظيف بولين كخادمة لهم ومربية لابنتعم الصغيرة.
- جيرالدين: سيدة سوداء البشرة واعية ومن الطبقة العليا في المجتمع وتبالغ بقولها أنها أعلى من الصورة النمطية التقليدية لذوي البشرة السوداء وأنها متحضرة أكثر من العائلات السود الأخرى في لورين، أوهيو. عندما تشعر بأن زوجها لم يلب حاجتها للحب وجدت قطة وصبت عاطفتها عليها. سبب نقصان اهتمامها بابنها وتحويله عنه إلى تلك القطة سبب كرها غير مقصود للقطة من قبل ابنها.
- لويس جونيور: ابن السيدة جيرالدين الذي يتنمر على بيكولا ويلومها لأنها قتلت قطة والدته المحببة من غير قصد.
- ماغينوت لاين «ماري»: بائعة هوى تعيش مع بائعتي هوى أخرتين تسميان تشينا وبولاند في الشقة التي تقع فوق الشقة التي تعيش فيها بيكولا. وهؤلاء الآنسات كنّ منبوذات من قبل المجتمع ولكن علمن بيكولا الكثير لتكون منبوذة اجتماعيا وتقدمان لها الدعم الءي تقدمنه لبعض آخرين.
- روزماري فيلانوشتي: جارة عائلة ماكتير التي تحاول بشكل مستمر الإيقاع بكلوديا وفريدة في المصائب. السيد ياكوبوسكي: المهاجر الأبيض العنصري الذي يملك البقالة التي تشتري منها بيكولا حلوى الماري جين. مورين بيل: فتاة أفروأمريكية ذات بشرة فاتحة مولاتو وعينان خضراوان بعمر بيكولا والتي جرى وصفها في الرواية بطفلة الحلم الأصفر المرتفع بشعر بني طويل وعينان خضراوان. تعد مورين نفسها أعلى من بقية الأفروأمريكيين ذوي البشرة الفاتحة. تسخران فريدة وكلوديا من مورين وينادينها ب «فطيرة ميرنغ.» كنسية سوبهيد: والد إيليهو ميكاه وايت كومب وكنّي بكنيسة سوبهيد بسبب شعره ومهنته وأعلن نفسه كقارئ وناصح ومفسر للأحلام وهو واعظ فاشل ذو بشرة فاتحة من الهند الغربية ويكره كل أنواع لمس البشر فيعتبر نفسه باغض للبشرية. ويرفض مواجهة شذوذه الجنسي وبالتالي يلاحق لمس الفتيات الصغيرات الذي يعرضهم كمغريات بريئات على أنها لمسة إنسانية. وهو أيضا منافق ديني وعلى الرغم من أنه شخص يكره البشر ولكنه كقارئ ونتصح ومفسر للأحلام يتحمل مشاكل الآخرين ويعمل معهم عن قرب لحل مشكلاتهم. وحين اقتربت منه بيكولا لتطلب أمنيتها بالعينين الزرقاوين طلب منها أن تعطي اللحم لكلب حارسه وأنها ستحقق أمينتها إن أبدى ذلك الكلب ردة فعل. ومع ذلك، فإنه قد سمم اللحم بسرية ومات الكلب مساهما بخداع بيكولا أن لديها عينين زرقاوين.

## مقاصد المؤلف
عندما جرى سؤالها عن الحوافز التي دفعتها لتاليف روايه العين الأكثر زرقه ادعت موريسون انها ارادت تذكير القراء عن شده إيذاء وان الناس اعتذاريين عن حقيقه ان لون بشرتهم غامقة جدا. تذكرا لتجربتها الشخصية، فقد ذكرت «عندما كنت طفله تنابزنا بالألقاب ولكننا لم نعتقد انها كانت جديه إلى الحد الذي يجعلك تنغمس فيها تماما.» توسعا من بؤره احترام الذات وضحت موريسون انها ارادت ان تتحدث نيابه عن هؤلاء الذين لم يدركوا انهم كانوا جميلون فورا. وقد كانت موريسون قلقة كثيرا بشان مشاعر القبح وكما لوحظ خلال رواية العين الاشد زرقة فقد نقلت فكره القبح عبر مجموعه من الشخصيات على سبيل المثال فان الشخصية الرئيسيه بيكولا تتمنى الحصول على عينين زرقاوين كسبيل للهروب من الظلم الذي يتسبب لها فيه لون بشرتها الغامق. ومن خلال شخصيه بيكولا فان مرسيدس عالي ازهار الاثر السلبي الذي قد يتسبب به التمييز العنصري على نفس الإنسان وثقته واحترامه لذاته. وكما ختمت موريسون مقابلتها فانها ارادت ان يفهم الناس ما الذي يعنيه ان تعامل بهذه الطريقة وقد علقت موريسون على الحوافز التي دفعتها لتاليف الرواية قائله شعرت باني مجبره لكتابتها لان المؤلفين السود في الستينات نشرو أعمال ادبيه قويه وثوريه وامتلكوا خطابا ايجابيا وقد ظننت انهم سيقومون بتخطي شيئا ما وأن لا أحد سيظن انها لم تكن دائما جميلة.

## التحليل

### الفتيات السود
بدأت موريسون في تاليف الكتاب لانها كانت مهتمه بالحديث عن الفتيات السود ويشير الدكتور جان فورمان أستاذ اللغة الانجليزيه في جامعه ميشيغان إلى ان الكتاب سيسمح للقارئ تحليل عوامل الطباعة التي تشكل هويه الذات اثناء عمليه النضج لدى الفتيات السود الصغيرات وتشير موريسون إلى اجزاء في الكتاب حيث يجري تعليم الشخصيات الرئيسيه ان تشعر بانها اقل من الإنسان وتحديدا عندما يتجنب صاحب المتجر لمس يد بيكولا عند اعطائها الحلوى.

### معايير نمط الحياة عند البيض
.وقد كانت رواية ديك وجين شائعه في منتصف القرن العشرين وقد تضمنت موريسون اشارات مرجعيه إلى عناوينها في روايه العين الأكثر زرقه وهذه الاشارات تعزز اهميه الاسره النواة وتساعد على تعزيز محو الاميه لدى الأطفال وتعرض من وجهه نظر أكثر انتقادا للمعايير العائليه للرواية. وتحدت موريسون في سردها للقصص البيانيه داخل الرواية المواقف القائمة حول الحفاظ على ادب الأطفال وبشكل خالي من الجنسي والعنف ولم تكن معايير نمط الحياه الموجوده في ديك وجين قابله للتحقيق بالنسبة للعديد من الأطفال الذين شاركوا خلفيات مشابهه لبيكولا. تؤكد ديبرا ويرلين وهي أستاذة في جامعه جورج ماسون ان مقتطفات من ديك وجين في جميع انحاء مشروع الكتاب صوره لعائله مثاليه التي تتناقض مع الهياكل العائليه للشخصيات الرئيسيه وتقول انه ولان الرواية تجري في زمن المشاعر الاجتماعيه بعد الحرب العالميه الثانية فان التمهيد في ديك وجين يؤكد على أهمية تربية الأطفال بطريقه معينة لقولبة مستقبل الولايات المتحده الامريكيه ومع ذلك كما تشير ويرلين فان بياض هذه الشخصيات يمثل لنا الاسره الامريكيه المثالية اضافه إلى انها تستخدم سلسله من الرسائل التي تصف والدي ديك وجين المثاليين بانهما قويان ولطيفان بالمقارنة بين والدي بيكولا فوالد بيكولا ضعيف كما تقول ويرلين لانه انحرف عن معايير الحياه للأسره الأمريكية. واخيرا تدعي ويرلين أن الاباء السود قد عانوا من القمع طوال حياتهم وان نفس هذا القمع قد اثر على بنيتهم الاسريه وبالتالي فان العنصرية عاملا سائدا في منازلهم المحطمة.

### العنصرية الداخلية
في مقال «العنصرية والمظهر الخارجي في روايه العين الأكثر زرقه: قالب للنقد الادبي الانفعالي والاخلاقي» يشرح جيروم بومب كيف تشير الرواية إلى ان الجمال الجسدي فضيله متاصله في المجتمع ويؤكد بومب ان الرواية تكشف عن الاعتقاد بان مظهر الناس الخارجي يعكس في نهايه المطاف شخصيتهم وهذا الاعتقاد يعرض الاحكام التي يطلقها الناس وانهم يتصرفون بناء على تحيز داخلي ويتم عرض هذه التحيزات في جميع انحاء الرواية وخاصه من خلال سوء معامله بيكولا من قبل العائلة والاصدقاء والمجتمع. وتجادل الناقدة الادبيه لين سكوت بأن الصورة المستمرة للبياض في رواية العين الأشد زرقة تمثل تصور المجتمع للجمال بما يثبت في نهايه المطاف ان لها عواقب مدمره على العديد من الشخصيات في الرواية وتوضح سكوت أن في الرواية يرتبط التفوق والقوه والفضيلة بالجمال الذي هو متاصل في البياض وتؤكد كذلك ان معايير الجمال الابيض تضمها الصور المرئيه في وسائل الاعلام وكذلك موقف عائله بيكولا عندما تصل بولين لأول مره في لورين وقالت انها تشعر بالضغط لتتوافق وتبدا في تطوير بناء الانوثه على اساس الممثلات مثل جان هارلو وتحبط بيكولا أيضا من قبل الصور المستمره التي تضم معايير الجمال الابيض بما في ذلك اشارات إلى شيرلي تمبل وصورة ماري جين التي تظهر على اغلفه الحلوى وتعتقد سكوت ان بيكولا تحاول البحث عن القوه المرتبطه بالبياض وفي محاولتها للتوافق وقالت انها تطور رغبة مدمرة للعيون الزرقاء. واما هاريها كولكارني مؤلفه كتاب عن الادب الخيال النسوي الأمريكي ان هذه مثل الاوروبيه التي تركز على الاسره والجمال الموجود في روايه العين الأكثر زرقه تظهر على انها نقلت اجيال وغالبا بين العلاقات النسائيه إضافة إلى العيش في مجتمع يهيمن فيه البيض ويتجلى هذا القمع بين الاجيال في العار وكراهيه الذات كما يتضح من خلال تنميه شخصية بيكولا في الرواية.

### الديانة
يقول الناقد آلن ألكسندر ان الدين موضوعا مهما في روايه العين الأشد زرقه لان عمل موريسون هذا يمتلك وجه رابعا خارج الثالوث المسيحي الذي يمثل وجود الشر ومعاناه الابرياء ويدعي ألكسندر ان معاناة بيكولا تنبع من محاولتها لترشيد سوء حظها بفكرة الله القاهر ويجادل كذلك بان الكثير من قصة بيكولا تشير إلى عدم كفايه المعتقدات المسيحية للاقليات الموجوده في مجتمع يغلب عليه البيض وإن هذه الأيديولوجية تضرر بيكولا ووالدتها بولين التي تقبل تماما المسيحية وتقضي وقتها في رعايه عائله بيضاء بدلا من عائلتها ويشير الكسندر إلى ان صورة إلى إله أكثر انسانيه تمثل وجهه نظر افريقيه تقليديه للالهة تتناسب مع حياه الشخصيات الأفروأمريكية بشكل الأفضل.

### الإعلام والثقافة
واما في مقالة الانفصال عن الخط الام: الهيمنة بين الجنسين وفقدان الممتلكات القديمة؛ العين الأشد زرقة، وأغنية سليمان وطفل القطران وتدخلات الأم: المقاومة والسلطة وسولا وتار بيبي والحبيب والجنة" فإن أندريا اورايلي أستاذة الدراسات النسائية تعلن ان النساء الأميركيات من أصل أفريقي ينقلن المعرفة الثقافية إلى الأجيال المتعاقبة من خلال عملية الخط الأم: "الذاكرة الموروثة والخصائص القديمة للثقافة السوداء التقليدية". وتدعي اورايلي أن رواية العين الأشد زرقة تصور كيف أن محاولة الاندماج في الأيدلوجيات الأمريكية البيضاء يقوض بشكل فعال عملية الخط الأم للنساء الأمريكيات من أصل أفريقي. وتظهر كوينز ان كلوديا تتوافق مع ما يتوقعه المجتمع الأبيض منها حين أن تقاربها مع مع شيرلي تمبل وغيرها من مظاهر البياض يوضح تأثير قوة وسائل الإعلام. تصور كوينز على أن العين الأشد زرقة توضح تأثير الصور المنتجة على نطاق واسع في مجتمع مهيمن.

### العار
وفي مقال «علاج العنف: دراسة لروايتي موريسون العين الأشد زرقة والحبيب» يقول شوهانكو كوشار أن موضوع العنف في رواية العين الأشد زرقة لم يناقش بما فيه الكفاية ويؤكد كوشار أستاذ اللغة الإنجليزية في الهند أن الشخصيات البيضاء القوية تسيء نفسيا إلى أشخاص من ثقافات وأعراق أدنى مما يؤدي إلى موضوع مهيمن للعنف في الرواية. وتضيف أن الدراسة التحليلية النفسية تركز على هذه التوترات القائمة على العرق والتي تسبب باستمرار الضرر العاطفي. ويستهدف الإطار الماركسي العلاقات الطبقية في حين تركز الهدسة النسوية على العنف ضد المرأة. ويجادل كوشار بأنه لفهم العنف المعقد الذي لحق ببيكولا يجب على المرء تحليل الرواية من خلال العدسة الماركسية والنسوية بالإضافة إلى العدسة التحليلة النفسية. وأما في جي. بروكس بوسون أستاذ اللغة الإنجليزية في جامعة لويولا شيكاغو فيدعي أن رواية العين الأشد زرقة هي سرد درامي وصادم حيث تستخدم بيكولا وشخصيات الرواية الأخرى لدراسة كيفية استجابة الناس للعار. ويجادل بوسون أن بعض الشخصيات مثل كلوديا تظهر كيف يمكن للماس أن يستجيبو بعنف للعار: كلوديا تفعل ذلك من خلال رفض النظام العنصري الذي تعيش فيه وتدمير الدمى البيضاء التي تعطى لها. ومع ذلك، فإن معظم الشخصيات الشخصيات في الرواية تمر على عارها إلى شخص ما تحتها على السلم الاجتماعي والعنصري. فعلى سبيل المثال، يأتي كنسية سوفهيد من عائلة مهووسة بتفتيح لون بشرتها وتمر على عار تراثه أفروأمريكي من خلال التحرش بالفتيات الصغيرات. ويشير بوسون إلى أن جميع الشخصيات الأمريكية الأفريقية في رواية العين الأشد زرقة تظهر العار على بيكولا التي هي في الجزء السفلي من السلم العنصري والاجتماعي.

### الكسر والانفصال
في مقال "التحقيق في المفصلات العرقية في رواية العين الأشد زرقة بمنظور علم النفس" فإن آنا زيبيالوبك وماريك بالنسيكي يناقشان المناخ العنصري للمجتمع المنصوص عليها في الرواية. ويشرح زيبياوفيتش وبلانسيكي كيف تكافح بيكولا مع هويتها كفتاة سوداء لا تزل الهوية العرقية والمعضلات الجنسانية مرتبطة على حد سواء على أساس سردي وتجريبي بانخفاض احترام الذات والتكيف والرفاه" ويعمل سباق بيكولا والجنس ضدها لخلق شكل معقد من القمع. إن رواية موريسون هذه تواجه كراهية الذات والسلوكيات الهدامة التي تشارك فيها النساء السود لتتناسب مع الصورة المهيمنة للجمال والبياض. وأما المؤلف فيليب بيج فإنه يركز على أهمية الازدواجية في العين الأشد زرقة ويدعي أن موريسون تقدم عالما مقلوبا معاكسا تماما لقصة ديك وجين التي هي في بداية الرواية. إن فكرة الفواصل والتقسيم شائعة كما رأينا في سياق الحرب التي هي الفترة الزمنية للقصة. والطبيعة الانقسامية لعائلة بيكولا والبطيخ الذي يلاحظه تشواي مكسورا خلال الاسترجاع الفني. يجادل بيج أن الفواصل التي ترمز إلى تحديات الحياة الأفروامريكية كما رأينا في التمزق في أريكة عائلة بريدلوف التي ترمز إلى الفقر، أو في كسر اسنان بولين التي تدمر زواجها وعائلتها. ويمضي إلى تحديظ كيفية كسر كل من الشخصيات بدءا من أن وصفت موريسون حياة تشولي السابقة والحالية بأنها فوضوية ومختلطة كما هي حال بولين المسؤولة عن عائلتها البيولوجية فضلا عن الأسرة البيضاء التي تعمل عندها. ومثل ذلك، كما يقول بيج، يُرى في بيكولا في نهاية الرواية ان أحداث حياتها بعد كسر الآباء تسفر عن شخصية مكسورة تماما مما يدفع بيكولا إلى الجنون.

## النوع الأدبي / النمط
*إن هذا الجزء مكتوبا كوجهة نظر شخصية، أو مقالا شخصيا أو جدليا يظهر مشاعر محرر ويكيبيديا الخاص أو يعرض جدلا أصليا عن موضوع معين. اوكتوبر 2019 إن رواية توني موريسون «العين الأشد زرقة» تكسر النمط التقليدي الطويل من الروايات التي تناقش مشاق الحرب والاكتئاب في الأربعينيات. كما أنها تطرح وجهة نظر فريدة ولا توصف في التاريخ الأمريكي. تكتب موريسون عمدا قصصا تتحدى «الأيدلوجية الأمريكية السائدة» من خلال التركيز على واقع الحياة الأفروأمريكية في ذلك الوقت. وهكذا فإن رواية العين الأشد زرقة هي بمثابة سرد مضاد وهو أسلوب لرواية روايات الناس الذين نادرا ما تروى قصصهم وقد تخفى عمدا. كما قالت موريسون ذات مرة: وظيفتي تصبح كيفية مزق هذا الحجاب المرسوم على الإجراءات الرهيبة للاتصال. «وإن هذا النشاط يعد حاسما لأي شخص أسود أو ينتمي إلى فئة مهمشة وذلك لأننا، تاريخيا، نادرا ما دعينا للمشاركة في الخطاب حتى عندما نكون نحن موضوعه. في هذه الرواية، تصور موريسون بطلة الرواية بيكولا وهي فتاة سوداء قبيحة ضحية لهذه العنصرية الدائمة والإنكار الذي تناقشه موريسون. ومع بدء حركة الحقوق المدنية في التراجع لصالح المثل المحافظة والسلطة البيضاء، فإنها سرعان ما عززت الثقافة الأمريكية هوية وطنية استبعدت أي شخص ليس أبيض. ومن الأمثلة على ذلك كيف تؤثر الأيدلوجيات العنصرية تاريخيا على كنيسة سوفهيد في الرواية. إن أستاذة جامعة اكسفورد، تيسارونيون التي تدرس الأدب الأمريكي الأفريقي تقول» إن النظريات العرقية لهيوم وكانط وجيفرسون وغيرها المستمدة من الابتكارات في النظم الطبقية من قبل علماء من لينوس قد جرى جمعها في قراءة مفيدة مثل أيمانويل تشوكودي إيزي مختارات العرق والتنوير 1997. إن كنيسة سوفهيد المهووس بالعرق في رواية العين الأشد زرقة هي نتاج لا مفر منه لهذه النظريات. تشكل هذه المعتقدات العنصرية الدائمة تدمير بيكولا الذاتي وقال أنها تشك حتى سواد بلدها ورغبات شخص أبيض مقل الموجود في ديك وجين. وكما يقول عبد اللطيف الخياطي، الأستاذ في السرد الأبيض التاريخي يخلق عنفا للآخر الذي يعمل من خلال استعياب الآخر. إن بيكولا موجودة فقط في الصورة التي يعكسها الآخر وكما أن اغتصاب بيكولا مخفي في جميع أنحاء القصة فإن الرواية تكشف عن تاريخ من المساعي الفاشلة لإخفاء المؤسسات العنصرية والحسية التي تثير بشكل مباشر مصاعب كل شخصية. وفي حين أن موريسون هي كاتبة بارزة بإنها تسارع إلى إنكار تصنيف أعمالها على أنها نسوية لأنها تعتقد أن اللقب ينكر الضروريات المحددة للنساء السود. وبدلا من تصوير الإناث كبطلات قويات للقصة فإن موريسون تخلق الشخصيات التي هزمت في الواقع من العنصرية والتحيز الجنسي من الفترة الزمنية التاريخية. إن آن سلفاتوري، أستاذة اللغة الإنجليزية في جامعة رايدر تفسر هذا الفشل من «البطلة المضادة» على أنه تناقض صارخ مع رواية تشكيلية نموذجية، حيث شخصية الذكور تقوم بهزم العقبات وتنمو مع التجربة. ومع ذلك، في العين الأشد زرقة فشلت بيكولا لتطوير هوية فردية في مواجهة مجتمع قمعي وتجبرها كراهية نفسها على التراجع عن الواقع تماما. وأما وجهة النظر التي تروى منها الرواية فهي أيضا كبيرة لأسلوبها الفريد. فموريسون تجمع بين العديد من الروايات: منظورين كلوديا خلال أوقات مختلفة من حياتها فضلا عن وجهة نظر باستخدام ضمير الغائب ذات معرفة كلية بالأحداث تربط بين العديد من المآسي والشخصيات. بحلول نهاية الرواية والكلمات المختلطة من ديك وجين والروايات المربكة التي تلمح عن هبوط بيكولا للجنون فإن هذا الانهيار في بنية الرواية يمثل تدميرا لللأيدلوجيات الضارة التي تسعى قصص موريسون إلى التقليل من قاعدتها.

## الاستقبال
وقد لقيت الرواية الحد الأدنى من الاهتمام النقدي عند نشرها لأول مرة، ومع ذلك فقدتم وضعها على العديد من قوائم القراءة الجامعية في أقسام دراسات السود مما أكسبها المزيد من التقدير. وأشادت موريسون لتعاملها مع المواضيع الصعبة وقال الناقد هاكل فرانكل:«نظرا للمشهد الذي يتطلب أفضل ما لدى الكاتب فإن موريسون ستستجيب بالتحكن وبالموهبة.» وقد كانت أول علاقة رئيسية على نجاح الكتاب استعراضا إيجابيا للغاية في صحيفة نيويورك تايمز في تشرين الثاني نوفمبر 1970. كما تم عرض مويسون بشكل إيجابي لانفصالها عن الوضع الراهن للروايات المعتادة من الفترة الزمنية وكتابتها إلى جمهور اوسع وتركيزها على الثقافة الفرعية السوداء في الأربعينيات بدلا من الثقافة العسكرية في ذلك الوقت. كتب الناقد الأمريكي الأفريقي روبي دي:«توني موريسون لم تكتب قصة حقا إنما هي سلسلة من الانطباعات الدقيقة بشكل مؤلم.» بالإضافة إلى ذلك فقد جرت الإشادة بموريسون لتغطيتها الواسعة للعاطفة في الرواية الممتدة من نزول بيكولا بريدلوف الهادئ إلى الجنون وحتى عقلية تشولي المنحرفة. والتقط النقاد أوجه القصور عند موريسون كؤلفة تنشر للمرة الأول. فقد شمل نقدا شائعا لكتابتها ولغتها في الرواية حيث كان ينظر لها في كثير من الأحيان على أنها بسيطة للغاية بالنسبة للقارئ وكان النقاد الأوائل أيضا متناقضين حول تصوير موريسون للمرأة السوداء ككائن في المجتمع بدلا من أنها مجرد شخص يجلب هذه الحقيقة إلى النور. وقد بدأ التحليل الأكثر تعمقا للرواية مع النقد النسوي. وقد كانت هناك أيضا اختلافات ملحوظة بين النقاد الأفروأمريكيين (الذين غالبا ما يحددون شخصيات الرواية) والنقاد الأوروبيين الأمريكيين (الذين غالبا ما يركزون فقط على الكتابة الفعلية للرواية. وداخل الفصول الدراسية في جميع أنحاء البلاد، فقد اختلف اختصاصيو التوعية أيضا حول ما إذا كانت الرواية مناسبة للأطفال أم لا. وقد صرح أحد المعلمين الأفروأمريكيين مؤسس أكاديمية التعليم والتكنولوجيا في مؤسسة التمويل الدولية شيكما سيلفلي «أن تدريس روايات مثل العين الأشد زرقة يساعدنا على كسر الحواجز أمام الطلاب وبعد قراءة الكتاب كان لدي طالب يقول إنها نتاج سفاح القربى وكان لدي طالبة تقول أنها تعرضت للتحرش من قبل عملها وتسمح لنا الكتب بمساعدتهم على الشفاء بطرق لم نتمكن فيها كمعلمين من مساعدتهم على الشفاء بمفردنا.» وفي مقابلة، كان قد اعترف محرر جمعية المكتبات الأمريكية إيه أل إيه روبرت بب دويل أيضا إمكانية تأثير روايات مثل العين الأشد زرقة على التغيير الإيجابي داخل المدارس قائلا:«أدرك مجتمع الكتاب ان لديهم فرصة ليس فقط وإنما مسؤولية إشراك الجمهور الأمريكي في محادثة حول التعديل الأول من حيث صلته بالكتب والأدب.» إن العين الأشد زرقة هي واحدة من العديد من الروايات على قوائم إيه ال إيه من الكتب المطعون فيها، التي تظهر ك 15 من أصل 100 من الروايات الأكثر تحديا في العقد الأخير. ومع مرور الوقت، جرى كتابة المزيد من المراجعات والتحليلات في الثناء على كتابة موريسون ل«استعمال العقل» ونقدها لمعايير الجمال الأبيض مقابل الأسود بل وبدأت في تحليل استخدامها للغة البسيطة واصفة إياها بأنها اختيار أسلوبي وليس عثرة في الرواية. وعلى الرغم من الخلافات الأولية حول موضوع العين الأشد زرقة فقد جرى اعتراف موريسون في نهاية المطاف لمساهمتها في الأدب عندما حصلت على جائزة نوبل 1993 على مدى 20 عاما بعد النشر الأصلي للرواية.

## الجدل حول حظر الكتاب
وقد هبطت رواية «العين الأشد زرقة» إلى المركز الخامس على قائمة جمعية المكتبات الأمريكية إيه أل إيه من الكتب الأكثر تحديًا في عام 2006. وكانت الكتاب الثاني الأكثر تحديا من عام 2013 ورابع أكثر الكتب تحديا من عام 2014. ووفقاً لـ إيه أل إيه، فإن الأسباب المبلغ عنها للتحديات هي «لغة مسيئة، جنسية صريحة، غير مناسبة للفئة العمرية، [و] العنف».
مقاطعة مونتغمري، ماريلاند.
جرى الطعن في رواية العين الأشد زرقة قانونيًا في 10 فبراير 1998 من قبل أم من مقاطعة مونتغمري بولاية ماريلاند تدعى كريستين شوالام. ولفتت إلى اهتمام مجلس إدارة مدرسة مقاطعة مونتغمري بكتاب «بلوزت آي» وأربعة كتب أخرى، واصفة «العين الأشد زرقة» وغيرها بأنها «كتب بذيئة وبالغة». ودافعت السيدة شوالم عن حذف الكتاب من المنهج الدراسي لأنها اعتبرته «يتعارض مع برنامج تعليم الشخصية» الذي تمت ترقيته داخل المدارس. وفي المحكمة، قرأت السيدة شوالم مقطعًا من الرواية خصيصًا من أجل إظهار الطبيعة غير الملائمة للمحتوى داخل الرواية. وتضمن المقطع المعني كنيسة سوفهيد وعرض البيدوفيليا والتحرش بالأطفال، مما أدى إلى اعتراضات شوالم على وجودها في المدارس. غير أن الكتاب لم يُحذف من المنهج الدراسي لأن اعتراضات شوالم لم تُرَكفي في المحكمة.
بيكر سيتي، أوريغون.
وفي مارس 1999، تم حظر الرواية بنجاح من برنامج الفنون اللغوية في مدرسة بيكر الثانوية في مدينة بيكر في أوريغون بعد شكاوى متعددة من الآباء حول محتوى الكتاب. كان المصدر الأصلي للخلاف لهذه الرواية هو مشهد الاغتصاب بين تشوللي وبيكولا. وفي وقت لاحق، تم حظر الكتاب لكونه «صريحاً جنسياً»، و«غير مناسب للفئة العمرية»، ويحتوي على «قضايا مثيرة للجدل». اتخذ القرار المشرف على مدارس بيكر سيتي أرنولد كو، ويحظى بدعم مجلس إدارة المدرسة
. كليرمونت، نيوهامشير.
وفي عام 1999، اعترض آباء الطلاب في مدرسة ستيفنز الثانوية في كليرمونت في نيوهامشير، على تعيين الكتاب في مستويات أدنى. بدأت القضية عندما اشتكى الآباء إلى المدرسة أنهم يعتقدون أن الكتاب يحتوي على محتوى غير لائق جنسيًا للأطفال. ونتيجة لذلك، قررت المدرسة إزالة الكتاب من الطلاب الجدد وقوائم القراءة في السنة الثانية، واعتبرت أن الرواية كانت «مناسبة» فقط للصغار وكبار السن. وبالإضافة إلى ذلك، قضت المدرسة أيضا ً بأنه يجب على المعلمين إرسال قوائم القراءة إلى أولياء الأمور في وقت مبكر من العام للحصول على موافقتهم على الكتب التي يمكن لأطفالهم قراءتها ومناقشتها في الصف. في حين أن بعض الآباء يفضلون فرض قيود أثقل على الكتاب في مدرسة ستيفنز الثانوية، كانوا سعداء باتخاذ إجراءات، حيث رأوا أن «العين الأشد زرقة» رواية للبالغين.
ليتلتون، كولورادو.
وفي أغسطس 2005 في ليتلتون في كولورادو، صوت مجلس إدارة مدرسة ليتلتون لحظر الرواية من قوائم القراءة، حيث تم إدراجها كاختيارية، وإزالتها من مكتبات مدارس التراث وأراباههو الثانوية، على الرغم من توصية اللجنة بأن يقتصر الكتاب على الصغار وكبار السن. تم سن الحظر استجابة لشكوى تلقاها أحد الوالدين لطالب في الصف التاسع كان في المجلس واعترض على المحتوى الجنسي للرواية، وتحديدا مسرح اغتصاب بيكولا. واحتج الطلاب على الحظر من خلال قراءة مقاطع من الكتاب في مكتباتهم المدرسية. ورداً على الحظر، اعترفت كاميل أوكورين، وهي طالبة حضرت الحملة، بأن «الطلاب يسمعون عن الاغتصاب وسفاح المحارم في وسائل الإعلام. من الأفضل أن تتعلم عن تلك المواضيع من الفائز بجائزة نوبل...ومناقشتها مع معلم في الصف». في نهاية المطاف، أعيد الكتاب بعد أن قدمت معلمة اللغة الإنجليزية جودي فلاسين طلبًا إلى مجلس الإدارة تشرح فيه لماذا لا ينبغي حظره
. هاويل، ميشيغان. في فبراير 2007،
تحدت مجموعة تسمى لوف (منظمة ليفينغستون للقيم في التعليم) أربعة كتب في منهج مدرسة هاويل الثانوية، بما في ذلك رواية العين الأشد زرقة، الفتى الأسود لريتشارد رايت، المسلخ الخامس من قبل كورت فونيغوت، والحرية يوميات الكتاب. نشر الائتلاف الوطني ضد الرقابة رسالة ردا على الانتقادات، مدعيا أن المشاهد التي تنطوي على الجنس «تمثل أجزاء صغيرة ولكنها أساسية من الروايات، بما يتفق مع نوع المواد التي يقرأها طلاب المدارس الثانوية في كثير من الأحيان .» كما جادلت رسالتهم بأن الكتب المعنية «معترف بها على نطاق واسع كأعمال ذات جدارة أدبية وفنية كبيرة»، و«تدرس على نطاق واسع في المدارس الثانوية والكليات في جميع أنحاء البلاد». على الرغم من الجدل، تمت الموافقة على المنهج الدراسي في الواقع في قرار 5-2 من قبل مجلس مدرسة هاويل. وردا على المخاوف القانونية التي أثارتها مجموعة لوف، أكد المدعي العام في ليفينغستون ديفيد مورس، والمدعي العام في ولاية ميشيغان مايك كوكس، والمدعي العام الأميركي أنه لم يتم خرق أي قوانين، حكومية أو فيدرالية، بإدراج الكتب المختارة في المناهج الدراسية. ومنذ هذه الحالة، أدرجت الكتب في منهج اللغة الإنكليزية المتقدم للصف الحادي عشر.
مقاطعة آدامز، كولورادو
في عام 2013، طعنت مجموعة من الآباء في إدراج «العين الأشد زرقة» في منهج اللغة الإنجليزية في مدرسة تراث الثانوية بسبب المحتوى الجنسي للكتاب و"الموضوع" لفتاة تتعرض للاغتصاب من قبل والدها. في التماسهم الذي أطلق من خلال موقع Change.org، جادل الآباء بأنهم "لا يريدون الكتب غير الملائمة والبيانية لأغراض التطوير المستخدمة في التدريس في الفصول الدراسية". وفي التماس رسمي قُدم إلى المشرفة، ادعت الوالدة جانيلا كارلسون أن إدخال مواد بيانية جنسية بما في ذلك الاغتصاب وسفاح المحارم يمكن أن يكون ضاراً من الناحية الإنمائية للقصر على النحو الذي تدعمه البحوث العلمية. وردا على هذا التحدي، أنشأ طالب مدرسة ثانوية تراث بيلي كروس عريضة للحفاظ على الكتاب في المناهج الدراسية، وأعرب عن أهمية الإبقاء على الكتاب لأن "حظر والرقابة على هذا يقول للطلاب أن ... العنصرية وسفاح المحارم والاغتصاب والإساءة هي مواضيع محرمة لا ينبغي ذكرها". كما أعرب العديد من المعلمين عن معارضتهم للحظر، قائلين إن الكتاب استخدم لتحليل أسلوب موريسون في الكتابة وأن حظره يمكن أن يشكل سابقة للرقابة في المنطقة. في نهاية المطاف، صوت مجلس مدرسة مقاطعة آدامز للاحتفاظ بالحكم الأصلي للمشرف في تحدي عام 2010، والذي لم يقتصر على الكتاب في منهج إيه بي فحسب، بل طلب أيضًا من المعلمين إخطار الآباء قبل قراءة أطفالهم للكتاب. أوهايو في سبتمبر 2013، تم تحدي رواية العين الأشد زرقة من قبل رئيس مجلس التعليم في أوهايو ديبي تيرهار. وجرى إدراج هذا الكتاب على النحو الموصى به للقراءة في معايير النواة المشتركة للدولة، ولكن تم الطعن فيه في مجلس التعليم في الولاية، مع دفع المعلمين لحظره من الفصول الدراسية بسبب محتواه الصريح. اتخذ تيرهار قضية خاصة عندما جاء إلى حادث اغتصاب بيكولا من قبل والدها. وعلى الرغم من عدم رؤيتها وهي تعلق على التحديات السابقة لكتبها، علقت موريسون على وجه التحديد على هذا الحادث بالذات: "أعني إذا كانت تكساس أو كارولينا الشمالية كما كانت في جميع أنواع الولايات. ولكن أن تكون فتاة من ولاية أوهايو، والكتابة عن ولاية أوهايو بعد أن ولدت في لورين- مجلس التعليم؟- هو على الأقل مثير للسخرية. وبعث الاتحاد الأمريكي للحريات المدنية برسالة إلى ديبي تيرهار، أوضح فيها أن رأيها الشخصي هو أن الرواية "إباحية". وقد قوبل ذلك بصد كبير، حيث قال مارك سميث، رئيس جامعة أوهايو المسيحية: "أرى أجندة اشتراكية شيوعية أساسية ... وهذا هو ضد على ماهي عليه هذه الأمة ". على الرغم من الدعاية، ظلت الرواية على قائمة القراءة الموصى بها.
مقاطعة ويك، كارولاينا الشمالية
في يوليو 2014، أزالت مدرسة إيست ويك الثانوية في ولاية كارولينا الشمالية «العين الأشد زرقة» من قوائم القراءة الخاصة بهم بسبب ما اعتبر محتوى غير لائق. وعلى وجه الخصوص، سلطت المدرسة الضوء على حقيقة أن الكتاب يحتوي على «وصف لأب يغتصب ابنته». وعلاوة على ذلك، وضعو كتاب بديل لقائمة القراءة الخاصة بهم .مع ذلك، لا تزال العين الأشد زرقة كتابا متاحًا داخل مكتباتهم للطلاب لقراءته إذا رغبوا في ذلك وفقًا لتقديرهم الخاص، حيث أرادت المدرسة أن توضح أنهم لا «يحرمون الطلاب من الوصول إلى هذا المستوى من الأدب».
نورثفيل ، ميشيغان
. في عام 2016، تم تحدي الرواية في منطقة مدرسة نورثفيل بولاية ميشيغان بعد أن قدم أحد الوالدين شكوى لتقديم التماس لإزالة الكتاب من منهج أدب ال إيه بي ، مشيرا إلى أن تصوير الكتاب للاعتداء الجنسي لم يكن العمر المناسب. وقامت لجنة، تتألف من مدير مدرسة ومعلمين آخرين، بتقييم الكتاب وأوصت بأن يصوت مجلس الإدارة للحفاظ على الكتاب في منهج إيه بي والسماح للطلاب باختيار كتاب بديل.وأعلنت اللجنة قرارها موضحة أن إزالة الكتاب «ستقضي على فرصة الدراسة العميقة من قبل طلابنا حول الموضوعات الحرجة في مجتمعنا». وعلى الرغم من بعض التأييد للحظر، اعترض عليه العديد من الآباء والطلاب، حيث قال أحد الطلاب: «إن الغرض من أدب وكالة أسوشيتد برس كصف هو توسيع فهمنا وتوسيع عالمنا، وليس جعلنا أكثر راحة داخل صناديق الجهل». كما تم دعم الآباء والطلاب المعارضين للحظر من قبل المنظمات الوطنية بما في ذلك المجلس الوطني لمعلمي اللغة الإنجليزية، واللجنة الوطنية لمكافحة الفساد، وإيه أل إيه. وبعد التصويت، انحاز المجلس في نهاية المطاف إلى تقييم اللجنة واحتفظ بالكتاب في منهج إيه بي.
مقاطعة بونكومب، كارولاينا الشمالية.
في سبتمبر 2017، جرى تحدي الرواية في مدرسة نورث بونكومب الثانوية في مقاطعة بونكومب ، كارولاينا الشمالية ، من قبل أحد الوالدين ، تيم كولي. تيم كولي، الذي وصف نفسه بأنه «الأب المسيحي الوحيد»، لاحظ الكتاب لمحتواه الجنسي وشكل لجنة بشأن إزالة الكتاب في اللغة الإنجليزية. وقال كولي أنه «من المذهل حقا أن شخصا ما يعتقد أنه لا بأس للأطفال أن يقرأوا هذا في المدرسة.» دافع إريك غرانت، المنسق الإنجليزي، عن الكتاب من خلال جعل اللجنة تدرك أن المدرسة تقدم مهمة بديلة لأولئك الذين لم يكونوا مرتاحين للكتاب. كما ذكر أن الكتاب كان في المنهج الذي تم تسليمه في بداية العام. ومنحت اللجنة الوقت لقراءة الكتاب وتحديد ما إذا كانت هناك قيمة أكاديمية مقدمة من الكتاب.

## النسخ المعدلة من الكتاب
جرى إجراء نسخ معدلة من رواية العين الأشد زرقة من قبل ليديا ر. دايموند لأول مرة في شيكاغو، إلينوي في عام 2005، قبل رؤية المزيد من التعديلات في جميع أنحاء الولايات المتحدة
. • شركة مسرح ستيبين وولف في شيكاغو، إلينوي كلفت ليديا ر. الماس لتعديل الرواية إلى إنتاج مرحلة كاملة الطول. تم تطوير هذه المسرحية من خلال ستيبين وولف للشباب ومبادرة المسرحيات الجديدة ، حيث تلقت العرض الأول في العالم في فبراير 2005. تم تجسيد المسرحية في شيكاغو في مسرح ستيبنوولف في أكتوبر 2006. تلقت الرواية العرض الأول خارج برودواي في مسرح النصر الجديد في نيويورك في نوفمبر 2006.
•في عام 2010، قدمت مجموعة المسرح التعليمي المشاريع الوهمية للتعديل ليديا ر. الماس في مسرح لا ميرادا للفنون المسرحية في لا ميرادا، كاليفورنيا. •استخدم مغني الراب طالب كويلي الكتاب كمصدر إلهام لأغنيته «لصوص في الليل» مع موس ديف على ألبوم بلاك ستار.
•في عام 2017، قدم مسرح غوثري إنتاجًا من رواية العين الأشد زرقة من إنتاج وتكييف ليديا ر. دايموند، وإخراج ليليانا بلين كروز. ويقال إن هذا الإنتاج يعطي الكتاب «التدريج الشعري»، وتنظيم المسرحية بأكملها في فعل واحد. وهذا السيناريو يعرض سوء المعاملة . وجرى تقييم الإنتاج بشكل نقدي ، مع الاحتفال بدور بيكولا بشكل خاص.

## قائمة المراجع
- • خط التاريخ للرقابة: المدارس". النشرة الإخبارية عن الحرية الفكرية 62.5 (2013): 184-85. ويب. • "الإنجليزية في الأخبار." المجلة الإنكليزية، المجلد 89، العدد 4، 2000، ص 113-117. www.jstor.org/stable/821994، www.jstor.org/stable/821994، •فورستيل، هربرت ن. حظرت في الولايات المتحدة : دليل مرجعي للرقابة على الكتاب في المدارس والمكتبات العامة. ويستبورت، الولايات المتحدة: مطبعة غرينوود، 2002. ويب. •كوشار، شوبانكو. "علاج العنف: دراسة لموريسون العين البلوز والحبيب. " اللغة في الهند 13.1 (2013): 532-622. التواصل والإعلام الجماهيري كامل.ويب. 5 ديسمبر/كانون الأول 2016. •ماكدويل، مارغريت ب. موريسون، توني. موسوعة متصلة للأدب الأمريكي، تحرير سيرافين، ستيفن وألفريد بنديكسن، Continuum، 2005. تم الوصول في 2 ديسمبر 2016. •موريسون، توني. آي (بلويست) نيويورك: كنوبف، 2000. /z-wcorg/. ويب. •موريسون، توني. "توني موريسون تتحدث عن دوافعها للكتابة" يوتيوب.المشروع الوطني للقيادة الرؤيوية، 2008. ويب. 29 نوفمبر/تشرين الثاني 2016. http://articles.orlandosentinel.com/1999-06-18/news/9906180152_1_bluest-eye-toni-morrison-stevens-high • الموظفون، لجنة مكافحة الفساد. "في برومفيلد، تتم إزالة الرواية' دون أن تكون "محظورة". الائتلاف الوطني ضد الرقابة. N.p., أغسطس 23, 2013. ويب. 18 نوفمبر/تشرين الثاني 2016. • ويرلين، ديبرا T. "ليس بهذه السرعة ، ديك وجين : إعادة تصور الطفولة والأمة في العين الأشد زرقة . ميلوس 30.4 (2005): 53-72. جوستر. ويب. • (بومب جيرومو) "العلاج بالنظم الأسرية والسرد" في ووماك، كينيث وناب، جون نيوارك (eds)، الأسرة نظم العلاج ودراسة الأدب. نيوارك: UP، 2003. ص. 151-70 •لوكي كريستال J. "مجلة الأفكار". بروتيوس 21.2 (2004): ص 21-26. •(واكسمان)، (باربرا فراي). "الفتيات في النساء: الثقافة، الطبيعة، وكراهية الذات" في فيشر، جيريلين وسيلبرت، إلين س. (eds)، المرأة في الأدب: القراءة من خلال عدسة الجنس، Wesport: غرينوود، 2003. ص. 47-49.